# Buchwald (adelsslægt)
von Buchwald eller Buchwaldt er en fra det gamle Wagrien i omegnen af Lübeck stammende ældgammel, vidtforgrenet adelsslægt, der inden for det slesvig-holstenske ridderskab har spillet en betydelig rolle.

## Våbenskjold
Et kronet, sort bjørnehoved med opspilet gab i et af sølv og rødt delt skjold, samme mærke på hjelmen.

## Historie
Sifridus de Bokwolde, således blev slægtsnavnet oftest skrevet indtil begyndelsen af det 17. århundrede, nævnes 1233. I ældre tid havde slægten så få forbindelser med Danmark, ja endog med Sønderjylland, at Frederik von Buchwald (1605-1676), der tog ophold i Danmark og 1657 avancerede til generalmajor over Rytteriet, ligefrem naturaliseredes, idet der ved bevilling af 26. april 1642 forundtes ham danske adelige rettigheder. Hans efterslægt er for længst uddød.
Andre linjer af slægten er dog, da denne før 1660 har besiddet frit jordegods her, blevet henregnede til den danske adel uden særlig naturalisation. Den nu i Danmark levende
linje stammer fra Detlev von Buchwald til Gram Slot og Tvis Kloster, hvis søn, amtmand i Kolding, oberst Wolf von Buchwald, købte Gudumlund 1674. Af hans efterkommere kan nævnes de tre brødre, godsejeren, kammerherre Friedrich von Buchwald (1747-1814), kammerherre Ludolph Friedrich von Buchwald (1752-1812), der 26. maj 1784 fik bevilling til at føre titel af baron og navnet Buchwald-Brockdorff, og Peter Mathias Joachim von Buchwald (1754-1825), som steg til hvid ridder, overceremonimester og overkammerjunker. Medlemmer af denne linje har bl.a. ejet Anneberggård, Øbjerggård, Estruplund, Sødringholm og Friisholt.
Den "nyere" linje Helmstorf-Pronstorff, der skriver sig von Buchwaldt, og som har talt en række danske officerer og embedsmænd, lever nu ikke mere her i landet.